# Scylaticus ruficauda
Scylaticus ruficauda är en tvåvingeart som beskrevs av Jacques-Marie-Frangile Bigot 1878. Scylaticus ruficauda ingår i släktet Scylaticus och familjen rovflugor. Inga underarter finns listade i Catalogue of Life.